# صنایع استرلیت
صنایع استرلیت (به انگلیسی: Sterlite Industries) شرکت استخراج معدن هندی است، که در زمینه تولید آلومینیم، استخراج بوکسایت، روی و مس فعالیت می‌کند. 
شرکت صنایع استرلیت در سال ۱۹۷۵ توسط شرکت هندی وندتا تأسیس شد. دفتر مرکزی این شرکت در شهر کلکته، هند قرار دارد و بخشی از سهام آن در بازارهای بورس نیویورک، بورس اوراق بهادار بمبئی و بورس اوراق بهادار ملی هند معامله می‌شود.